# Červen 2016

## Červen

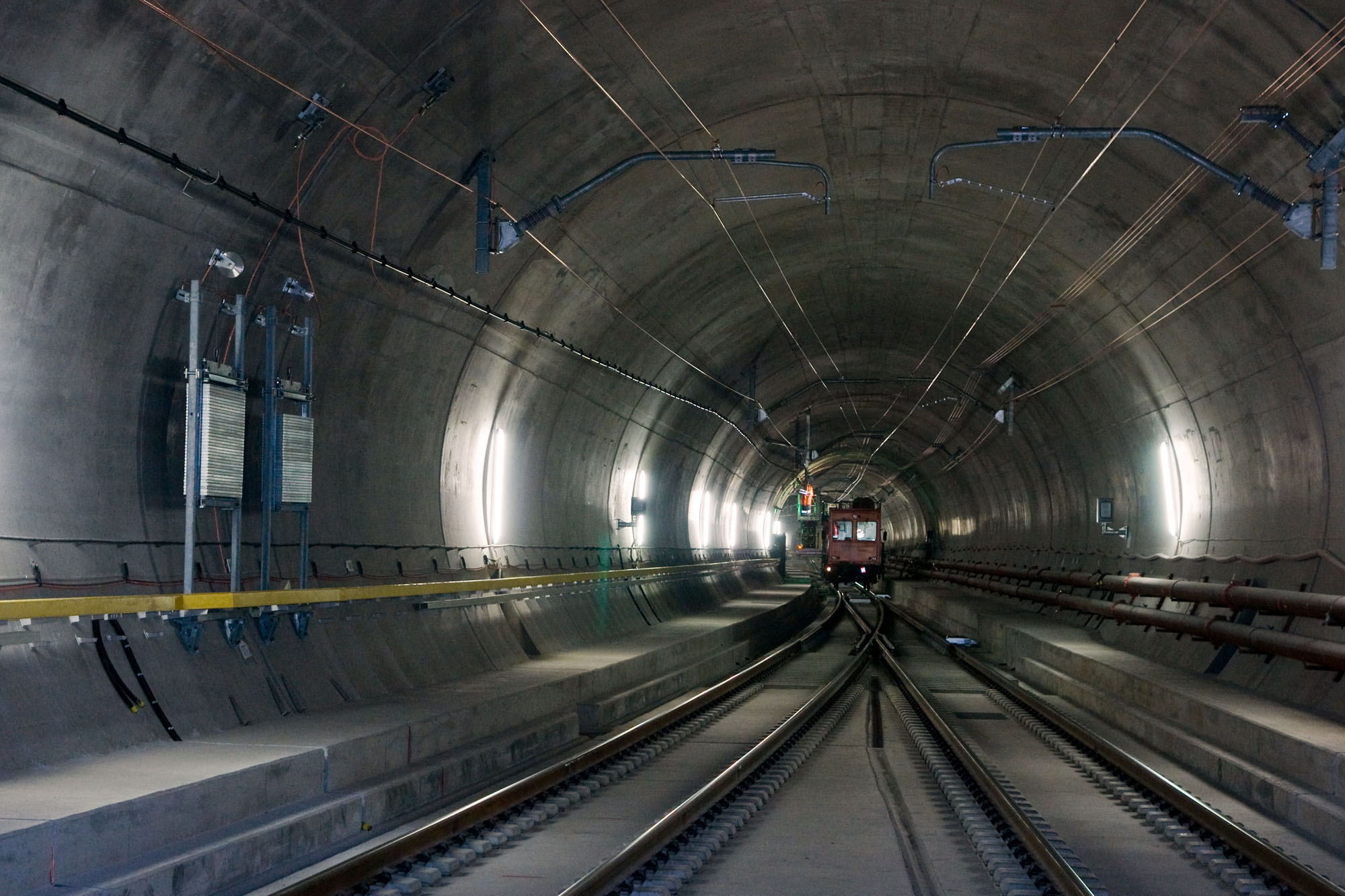
Gotthardský úpatní tunel

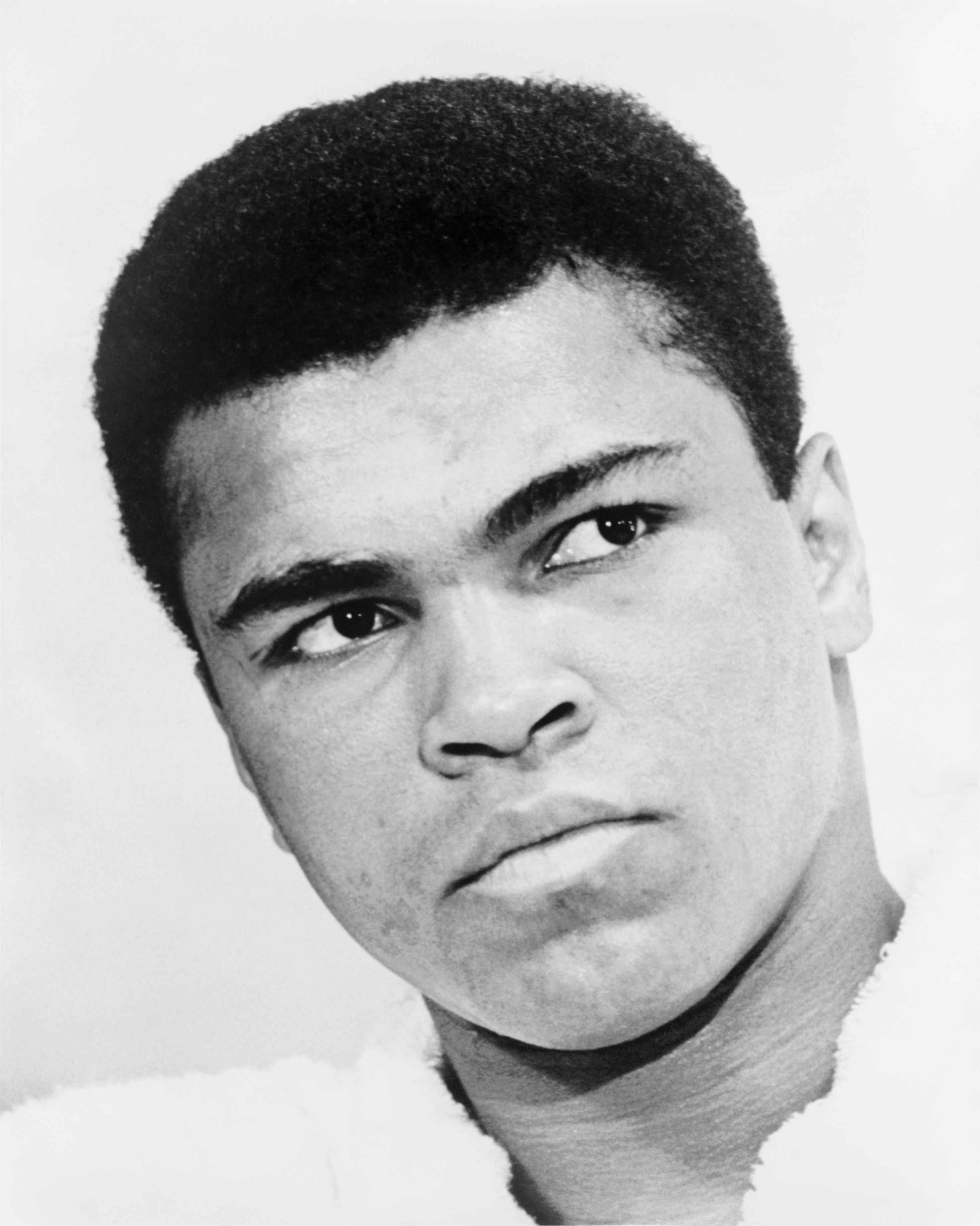
Muhammad Ali

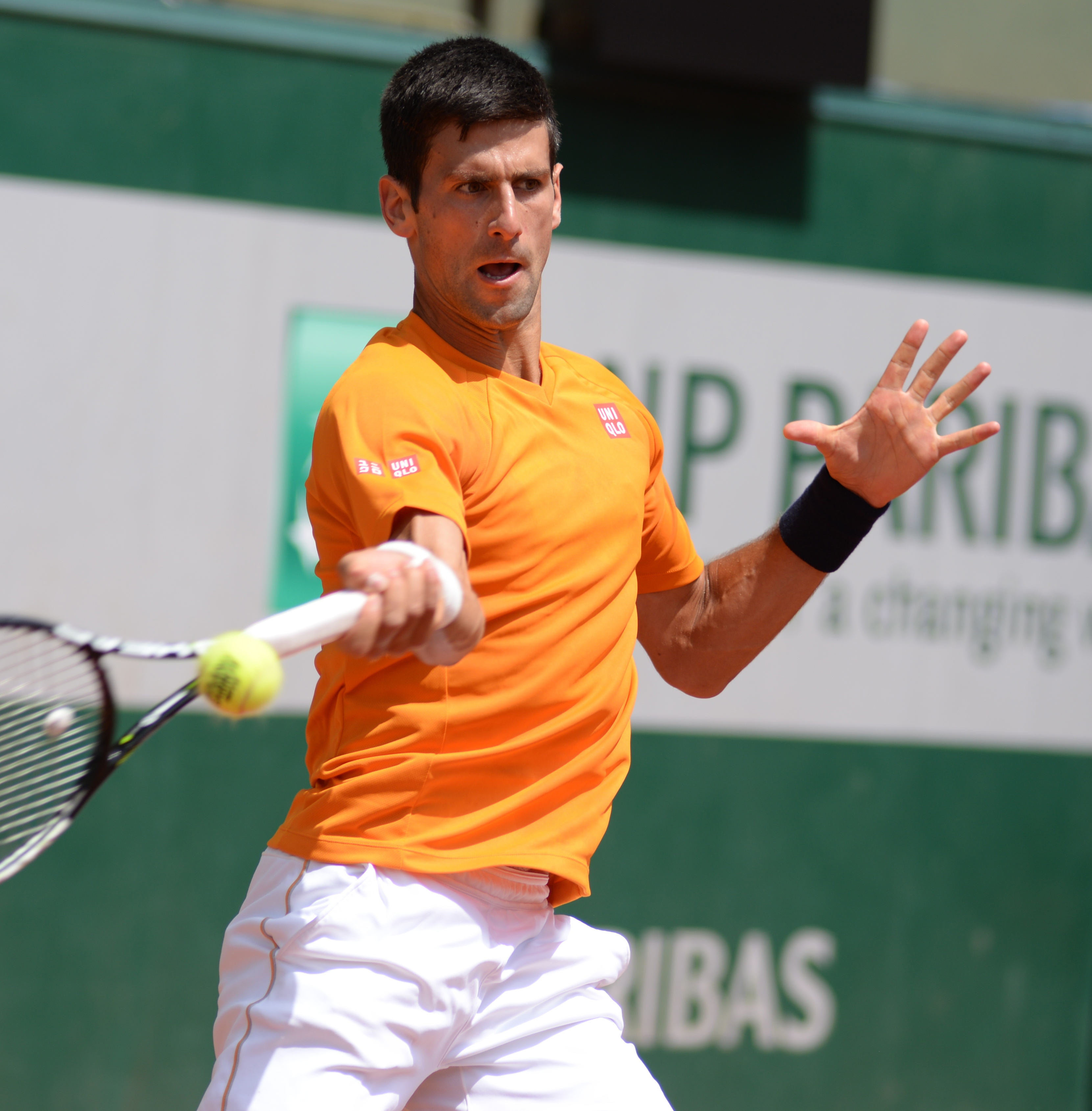
Novak Djoković

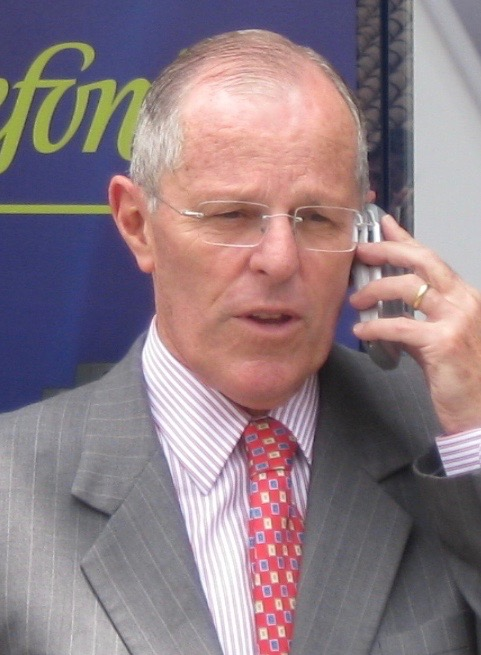
Pedro Pablo Kuczynski

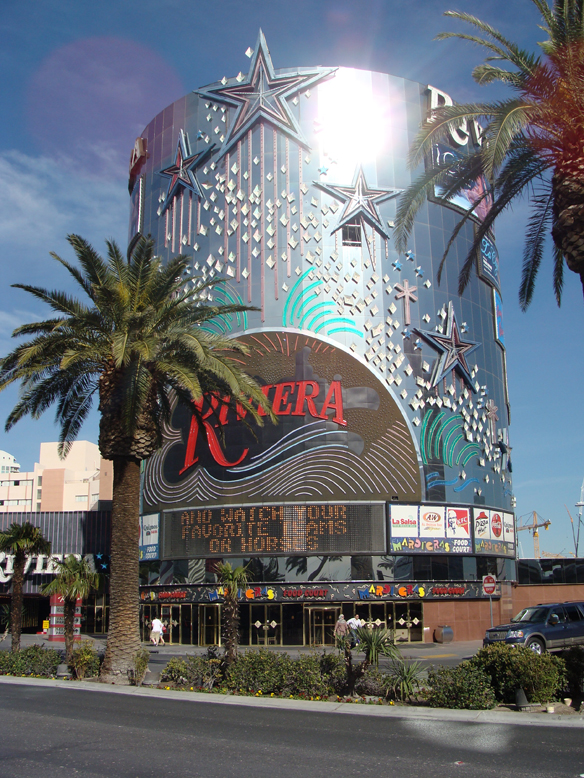
Casino Riviera, Las Vegas

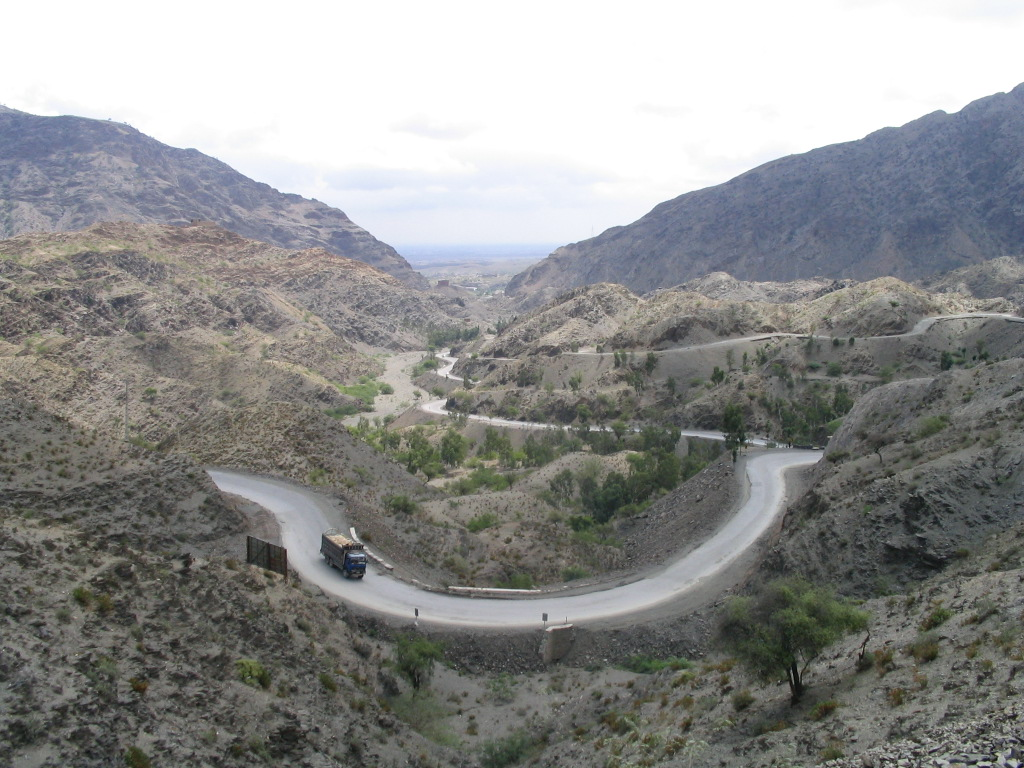
Chajbarský průsmyk

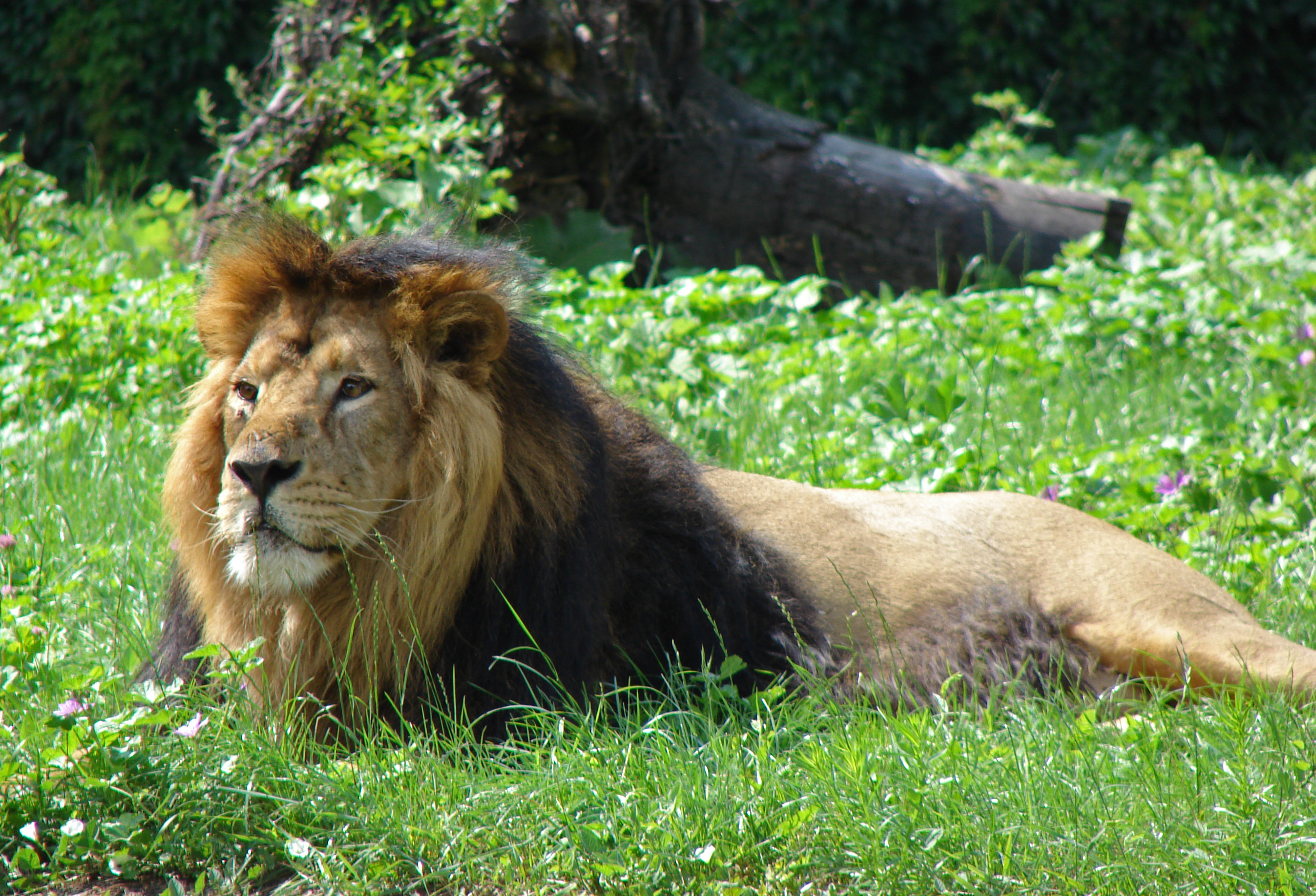
lev indický

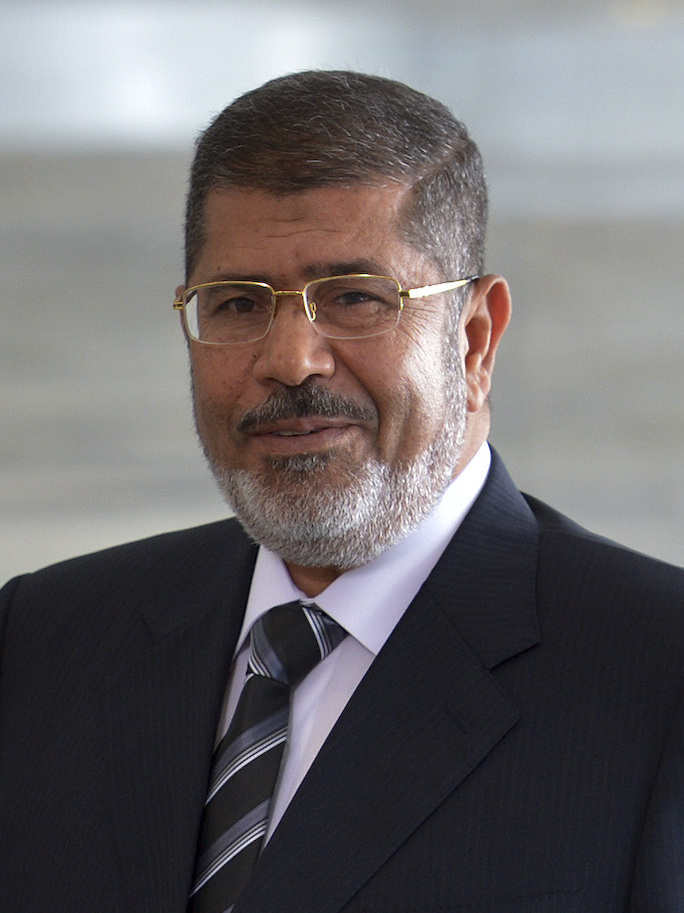
Muhammad Mursí

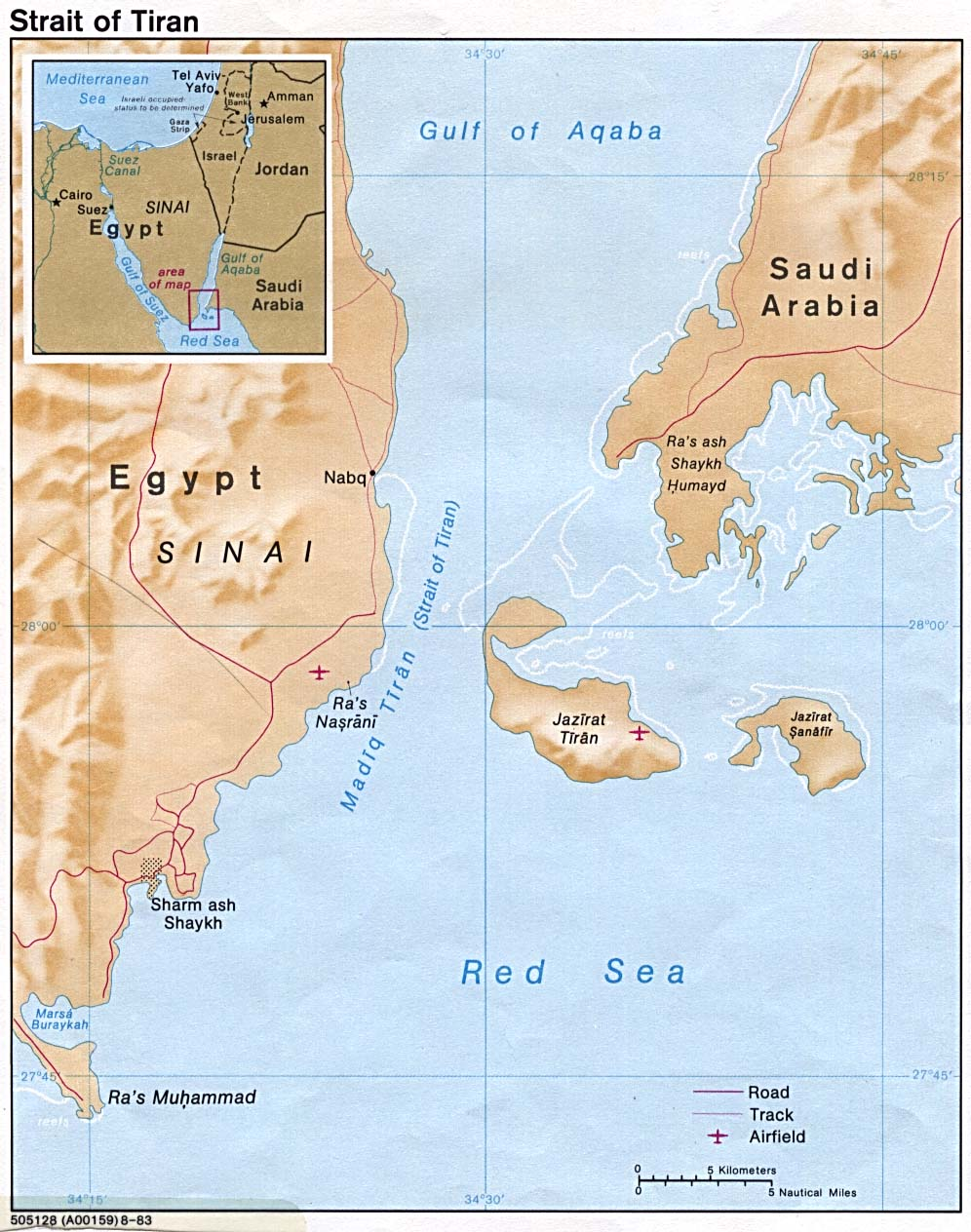
Tiranská úžina

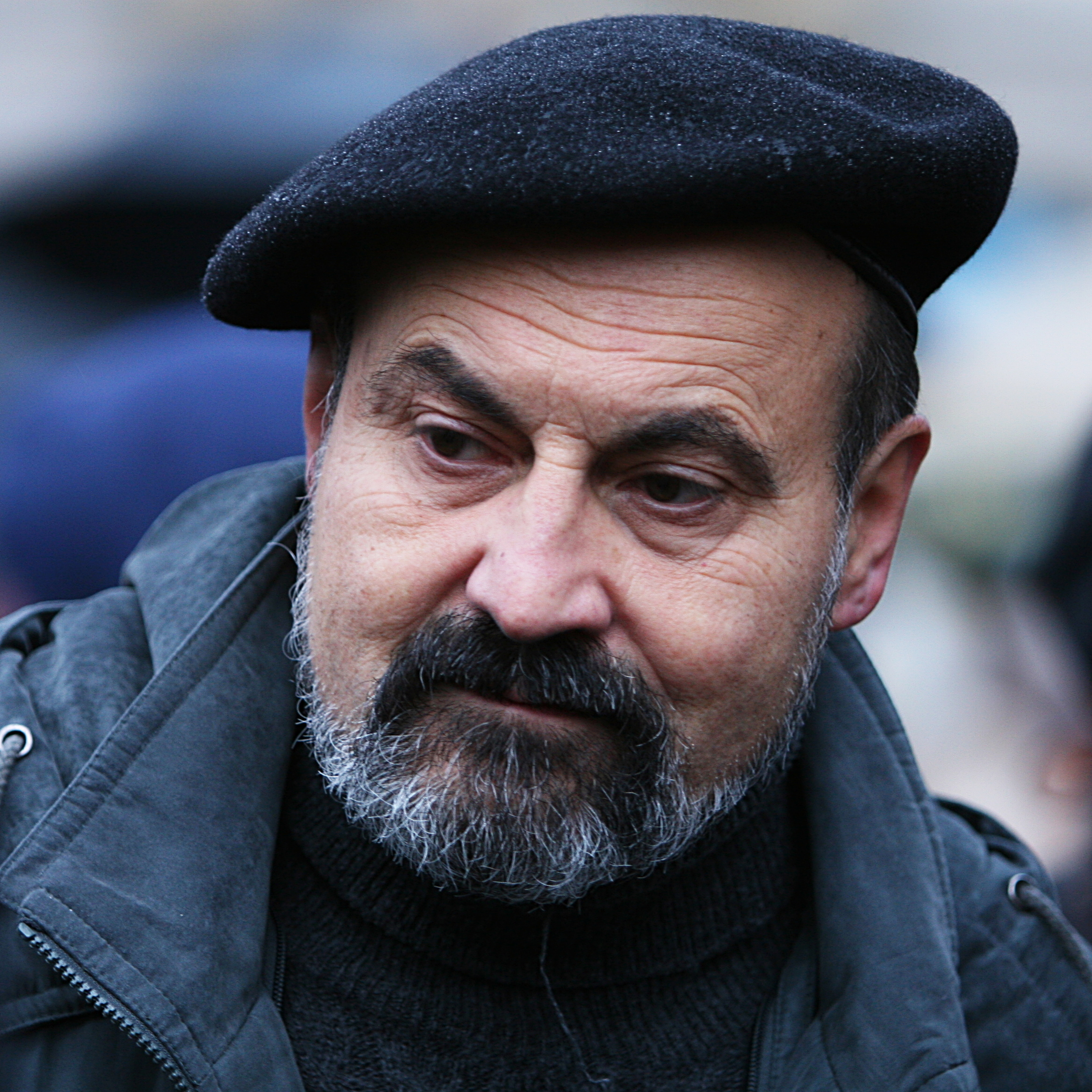
Tomáš Halík

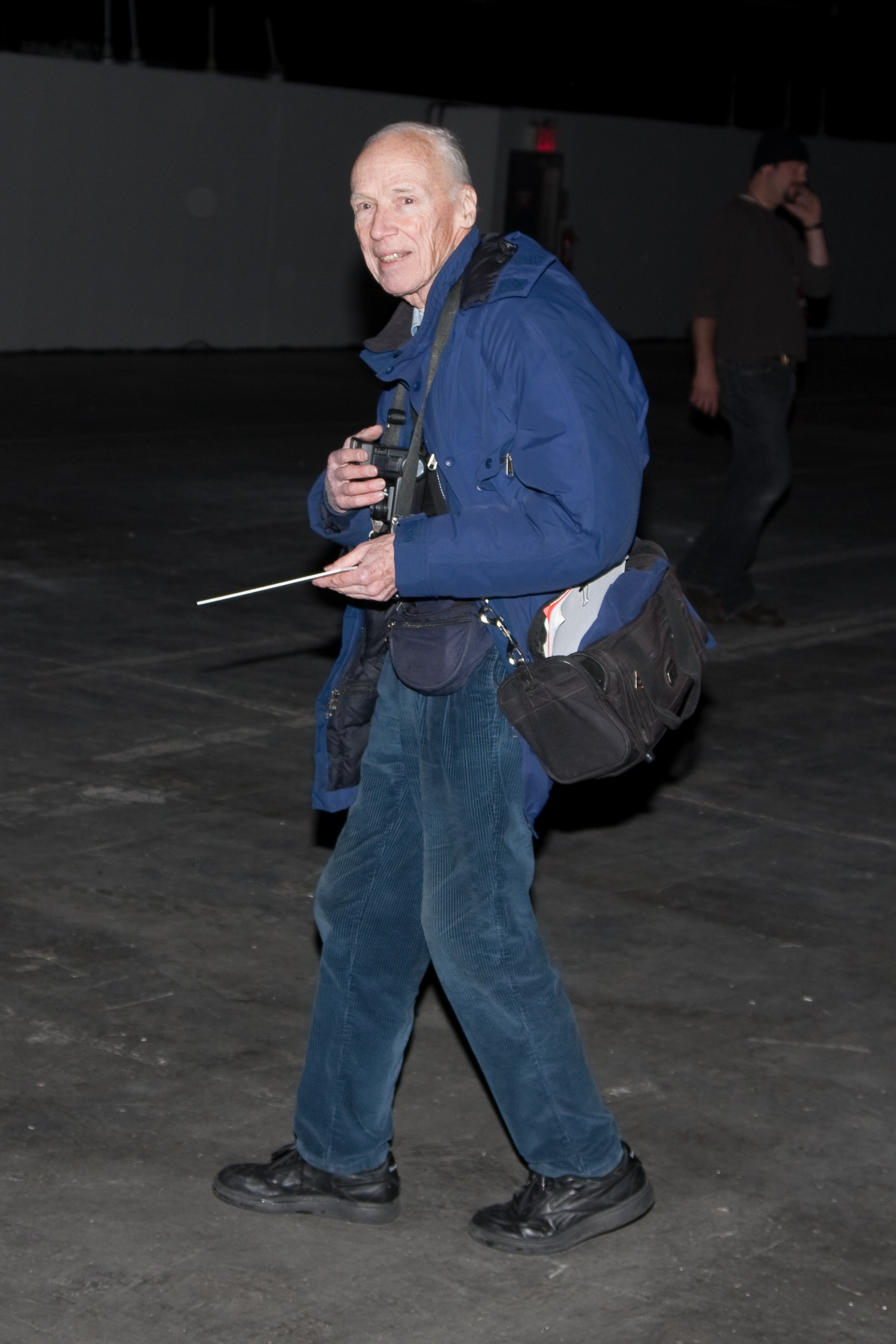
Bill Cunningham

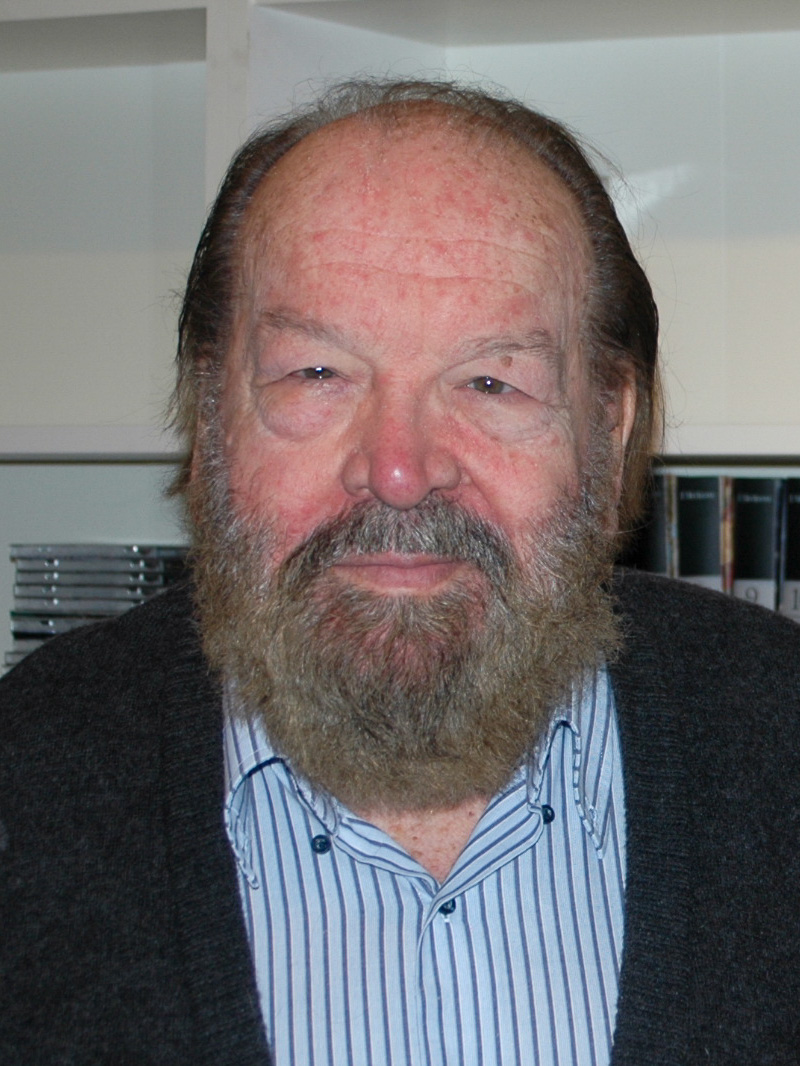
Bud Spencer v roce 2009

1. června – středa
 Kvůli hackerskému útoku uniklo ze sociální sítě MySpace 65 miliónů hesel.
 Gotthardský úpatní tunel (na obrázku), nejdelší železniční tunel na světě, byl otevřen ve Švýcarských Alpách.
2. června – čtvrtek
 Německý spolkový sněm označil masakry Arménů z roku 1915 v Osmanské říši za genocidu.
 Samsung představil nové SSD disky velké 2 cm, které dokážou pojmout až 512 GB dat.
3. června – pátek
 Ve věku 74 let zemřel Muhammad Ali (na obrázku), jeden z nejlepších boxerů všech dob.
 Mezinárodní olympijský výbor představil mezinárodní uprchlický tým pro Letní olympijské hry v Riu de Janeiru.
 Válka na východní Ukrajině: Ukrajinský prezident Petro Porošenko požádal o vyslání policejní mise OBSE na východní Ukrajinu.
 Rozvodněná řeka Seina dosáhla v Paříži největšího průtoku od roku 1982. Nejméně 10 obětí si vyžádaly přívalové povodně v Německu.
4. června – sobota
 Papež František zveřejnil dekret umožňující odvolání biskupů kryjících sexuální zneužíváni dětí, pro „vážnou nedbalost při výkonu funkce“.
 Garbiñe Muguruzaová se po výhře nad Serenou Williamsovou stala druhou španělskou vítězkou dvouhry na Roland Garros.
5. června – neděle
 Švýcarští voliči odmítli v referendu návrh na zavedení základního nepodmíněného příjmu.
 Stovky lidí byly evakuovány v Novém Jižním Walesu poté, co silná bouře způsobila bleskové povodně ve státech Queensland, Nový Jižní Wales a Tasmánie.
 Nejméně pět lidí bylo zraněno poté, co neznámý střelec zasáhl autobus s českými turisty jedoucí po dálnici A7 u města Montélimar.
 Tým egyptských a italských vědců oznámil, že 3 300 let stará dýka faraona Tutanchamona je vyrobená z meteorického železa.
 Titulem na French Open zkompletoval Novak Djoković (na obrázku) kariérní Grand Slam, stal se třetím hráčem, který vyhrál čtyři majory v řadě a jako první tenista vydělal na odměnách více než 100 milionů dolarů.
6. června – pondělí
 Pět příslušníků jordánských bezpečnostních složek bylo zabito při útoku na policejní stanici v palestinském uprchlickém táboře Baqa'a.
 Při střetech mezi islamistickými ozbrojenci a policií bylo v kazašském městě Aktobe zabito 17 lidí.
7. června – úterý
 Nejméně 11 lidí bylo zabito při dálkově odpáleném výbuchu automobilu v tureckém Istanbulu.
 Švédský deník Dagens Nyheter napsal, že Česko cenzuruje knížky Astrid Lindgrenové.
8. června – středa
 Svobodná strana Rakouska podala oficiální stížnost proti výsledkům prezidentských voleb.
 Nejméně tři lidé byli zabiti a dalších osm zraněno při střelbě v telavivském nákupním centru.
 Český prezident Miloš Zeman při návštěvě Arménie uznal arménskou genocidu a nabídl Arménii a Ázerbájdžánu zprostředkování jednání o Náhorním Karabachu v Praze.
 Policie v Port Moresby rozehnala střelbou demonstraci studentů protestující proti vládě Papuy Nové Guiney. Opozice hlásí čtyři mrtvé.
 Hillary Clintonová se prohlásila vítězkou demokratických primárek.
9. června – čtvrtek
 IUPAC oznámil návrhy jmen čtyř nově syntetizovaných prvků: nihonium, moscovium, tennessine a oganesson.
 Robert Šlachta, ředitel Útvaru pro odhalování organizovaného zločinu, rezignoval na svou funkci.
 Ve věku 88 let zemřel český profesor anatomie Radomír Čihák.
10. června – pátek
 Ve věku 88 let zemřel legendární kanadský hokejista Gordie Howe, zvaný Mr. Hockey.
 Peruánské prezidentské volby vyhrál centrista Pedro Pablo Kuczynski (na obrázku), který porazil pravicovou kandidátku Keiko Fujimoriovou.
11. června – sobota
 Občanská válka v Libyi: Vojska mezinárodně uznané libyjské vlády vytlačila bojovníky samozvaného Islámského státu z města Syrta.
 Americká zpěvačka a youtuberka Christina Grimmie byla ve věku 22 let zastřelena ve floridském městě Orlando.
12. června – neděle
 Kolem 50 lidí bylo zabito a 53 zraněno při teroristickém útoku na gay klub ve floridském městě Orlando.
 Tři lidé byli zraněni při výbuchu improvizované bomby na mezinárodním letišti Šanghaj Pchu-tung.
13. června – pondělí
 Microsoft oznámil převzetí profesní sociální sítě LinkedIn za zhruba 629,3 miliardy korun.
 Jižní Korea zahájila vyzvedávání trajektu Sewol, při jehož potopení v roce 2014 zemřelo 304 lidí.
 Teroristická organizace Abú Sajjáf zavraždila kanadského rukojmího Johna Ridsdela.
 Bangladéšské bezpečnostní složky zatkly 8 000 lidí během razie namířené proti islamistickým radikálům.
 V Las Vegas byla slavnostně odpálena 24patrová věž Monaco Tower, součást bývalého hotelu a kasina Riviera (na obrázku).
14. června – úterý
 Dva mrtvé a dalších 22 zraněných vojáků si vyžádal střet mezi afghánskou a pákistánskou armádou v Chajbarském průsmyku (na obrázku).
 Tři lidé včetně útočníka byli zabiti při útoku sympatizanta ISIS na rodinu policisty ve městě Magnanville v regionu Île-de-France.
 UEFA podmíněně vyloučila Ruskou fotbalovou reprezentaci z fotbalového mistrovství Evropy 2016 kvůli výtržnostem ruských fanoušků před zápasem s Anglii.
 Britské referendum o členství v EU: Britský bulvární deník The Sun miliardáře Ruperta Murdocha podpořil brexit.
15. června – středa
 Vyšetřovatelé nalezli vrak letadla EgyptAir 804.
 Jižní baptistická konvence, největší křesťanská denominace na americkém jihu odsoudila užívání „jižanské vlajky“, jako symbolu rasismu.
 Boje mezi afghánskou a  pákistánskou armádou uzavřely hraniční přechod v Chajbarském průsmyku. Civilisté prchají z oblasti bojů. Afghánistán nesouhlasí s pákistánskou výstavbou pohraniční vojenské infrastruktury na Durandově linii.
 Ministr vnitra Milan Chovanec (ČSSD) podepsal reformu policie, proti které se staví vládní hnutí ANO.
 Izraelská vodárenská společnost výrazně snížila dodávky vody na palestinský Západní břeh Jordánu.
 Dvouleté dítě odvlekl aligátor ze zábavního parku Walt Disney World Resort v Orlandu na Floridě. Jde o první takovou událost od otevření parku v roce 1971.
16. června – čtvrtek
 České výrobky se v Číně ode dneška prodávají také v on-line obchodě ICBC.
 Poslankyně labouristické strany Jo Coxová byla smrtelně postřelena po setkání s voliči poblíž města Leeds v hrabství West Yorkshire. Kampaň před referendem o členství v EU byla pozastavena.
 Správci Národního parku Gir v indickém státě Gudžarát zřídili ZOO pro tři prokazatelně lidožravé lvy indické (na obrázku).
 Organizace spojených národů oznámila, že samozvaný Islámský stát provádí genocidu Jezídů v Iráku a Sýrii.
 V noci ze středy na čtvrtek zemřel dlouholetý obránce Dukly Praha a československé reprezentace a fotbalový funkcionář Luděk Macela. Bylo mu 69 let.
17. června – pátek
 Kauza Nagyová: Obvodní soud pro Prahu 1 zprostil viny Janu Nečasovou a tři bývalé vojenské zpravodajce v kauze zneužití Vojenského zpravodajství.
18. června – sobota
 Guvernér federálního státu Rio de Janeiro vyhlásil stav nouze z důvodu nedostatku financí. Opatření začíná platit necelé dva měsíce před začátkem letních olympijských her v Riu de Janeiru.
 Bývalý egyptský prezident Muhammad Mursí (na obrázku) byl odsouzen k doživotnímu odnětí svobody za špionáž pro Katar.
 Válka proti Islámskému státu: Irácký premiér Hajdar Abádí oznámil porážku bojovníků Islámského státu ve městě Fallúdža.
 Belgická policie po několika dnech sledování odhalila skupinu 12 osob podezřelých z plánování atentátu.
19. června – neděle
 Při autonehodě zemřel herec Anton Yelchin, známý jako představitel navigátora Pavla Čechova ve filmové sérii Star Trek.
 Desetitisíce lidí protestovaly ve městě Naha proti americkým vojenským základnám na Okinawě.
 Evropská migrační krize: Nejméně osm lidí včetně žen a dětí bylo údajně zabito při útoku turecké pohraniční stráže na skupinu syrských uprchlíků severně od města Džisr aš-Šugúr.
 Při bouři na jezeře Sjamozero v Karélii utonulo 15 dětí.
 Po krátké nemoci zemřel německý herec Götz George, známý jako komisař Horst Schimanski ze seriálu Místo činu. Bylo mu 77 let.
 Po dlouhé nemoci zemřel český fotbalový brankář a trenér Josef Čaloun, bylo mu 70 let.
20. června – úterý
 Egyptský soud nepravomocně zrušil rozhodnutí Sísího vlády o předání ostrovů Tiran a Sanafir ve strategicky významné Tiranské úžině (na obrázku) sousední Saúdské Arábii.
21. června – středa
 Kolumbijská vláda uzavřela s povstalci z Revolučních ozbrojených sil Kolumbie dohodu o trvalém příměří ukončující občanskou válku trvající od roku 1964.
 V souvislosti s masakrem v Orlandu zahájili převážně demokratičtí poslanci „okupaci“ Amerického kongresu s cílem prosadit regulaci střelných zbraní ve shodě s Druhým dodatkem americké ústavy.
 Dva nemocní američtí polárníci byli letecky evakuování z polární stanice Amundsen-Scott na jižním pólu. Jde teprve o třetí záchrannou akci provedenou během polární noci za 60 let existence základny.
22. června – čtvrtek
 Český filozof a teolog Tomáš Halík (na obrázku) převzal čestný doktorát Oxfordské univerzity.
 Kolumbijská vláda a povstalci z Revolučních ozbrojených sil Kolumbie podepsali dohodu o trvalém příměří ukončující občanskou válku trvající od roku 1964.
 Hladomor: Stovky lidí zemřely hlady v uprchlickém táboře Bama v nigerijském státě Borno.
 Nejméně 78 lidí bylo zabito, poté co Ťiang-su zasáhlo tornádo provázené přívalovými dešti a krupobitím.
24. června – pátek
 Britské referendum: 51,9 % hlasujících podpořilo odchod Spojeného království z Evropské unie. Britský premiér David Cameron oznámil záměr rezignovat.
 Skotská ministryně Nicola Sturgeonová oznámila zahájení příprav druhého referenda o nezávislosti Skotska. Irská republikánská strana Sinn Féin požaduje plebiscit o sjednocení Irska na základě Velkopáteční dohody.
25. června – sobota
 České firmy se zapojí do vývoje raket Ariane a Vega, které provozuje Evropská kosmická agentura.
 Podle Syrské organizace pro lidská práva při náletech zahynulo v syrské provincii Dajr az-Zaur 82 lidí, z toho 58 civilistů.
 Zemřel dlouholetý americký módní fotograf deníku The New York Times Bill Cunningham (na obrázku). Bylo mu 87 let.
26. června – neděle
 Po devíti letech výstavby byl otevřen rozšířený Panamský průplav.
 Ve španělských parlamentních volbách zvítězila Lidová strana se ziskem 33 % hlasů.
 Irácká armáda po dvou letech dobyla Fallúdžu a město navštívil premiér Hajdar Abádí.
 Novým prezidentem Islandu byl zvolen Gudni Jóhannesson.
27. června – pondělí
 Ve věku 86 let zemřel italský herec Bud Spencer (na obrázku).
 Česká vláda rozhodla o poskytnutí 195 milionů korun během tří let na humanitární a rozvojovou pomoc do Sýrie.
 Turecký prezident Erdoğan se Rusku omluvil za sestřelení bombardéru Suchoj.
 Turecký premiér Yıldırım oznámil dohodu o ukončení krize vzájemných vztahů mezi Tureckem a Izraelem po zásahu izraelské armády proti turecké humanitární flotile v roce 2010, při níž zahynulo 10 Turků.
28. června – úterý
 Ústavní soud zrušil ustanovení zákona o registrovaném partnerství, které jedincům žijícím ve stejnopohlavním páru zapovídalo právo adoptovat dítě.
 Nejméně 41 lidí bylo zabito a asi 239 zraněno při sebevražedných útocích na Atatürkovo letiště v Istanbulu.
 Mexický stát Oaxaca zasáhlo zemětřesení o síle 5,4 stupňů Richterovy stupnice.